# Leo Tjin A Djie
Leo Tjin A Djie (29 april 1912 – 1999) was een Surinaams tennisser en golfer.

## Biografie
Leo Tjin A Djie werd rond 1933 door een spannende tenniswedstrijd van landskampioen Gerard van der Schroeff geïnspireerd om zich in te schrijven bij de tennisvereniging Ready. Later sloot hij zich aan bij de vereniging Paramaribo, waar ook Van der Schroef en Wiesje de Freitas-Hirschfeld tennisten.
In 1938 ging hij aan het werk voor Shell in Curaçao  en werd daar lid van Racing Club Curaçao (RCC). Zes maanden later werd hij gevraagd om mee te spelen tijdens een ontmoeting tussen Curaçao en Aruba. Hij won zijn beide partijen en Curaçao won het toernooi. Hij bleef bij RCC tot 1942 en speelde daarna vijf jaar voor Asiento. Van beide clubs werd hij bij elkaar tien keer clubkampioen.
In 1946 was hij voor een vakantie terug in zijn moederland en speelde hij mee tijdens de landskampioenschappen. Hij won de wedstrijd tegen zijn broer Herman en speelde met hem in het herendubbel waarin zij kampioen werden. In 1948 keerde hij definitief terug. Het duurde tien jaar lang, tot 26 maart 1958, toen hij en Herman als dubbel voor het eerst weer verslagen werden; dat was toen tegen Frank Yvel en Rubus Blufpand. Ook werd hij meermaals landelijk kampioen in het gemengd dubbel met Lilian Kaboord en werd hij individueel acht maal landskampioen.
Ook speelde hij golf. Tijdens een bezoek van koning Leopold III van België speelden zij twee op 2 december 1966 een partij golf samen tegen Jules de Vries en S.G. Newcomb. Deze werd gewonnen door Tjin A Djie en de koning. Hij won ook individueel in het golf, zoals in 1974 als tweede tijdens de Monthly Medal Cup in Paramaribo en in 1977 als eerste tijdens het Fewest Putts Tournament.